# Арад (Бахрейн)
Арад (араб. عراد‎) — город на территории острова Мухаррак, в составе одноимённой мухафазы Королевства Бахрейн. Расположен в нескольких км к востоку от Мухаррака и к юго-западу от Хидда. В начале XX века располагался на одноимённом острове, в конце XX века вошедшим в состав острова Мухаррак.
Первоначально представлял собой деревню, однако впоследствии на его территории обустроились представители средних слоёв общества и он превратился в город. В своё время в Араде существовал впоследствии ликвидированный шиитский квартал.
Также на территории города расположены форт Арад, стадион Аль-Мухаррак и штаб-квартира организации религиозно-социальной направленности «Исламское общество».
Городские школы полностью подчинены государству и финансируются министерством образования. Так, в городе существуют 3 начальных школы для мальчиков (городская начальная школа, школы аль-Каварзми и аль-Даир) и 1 городская средняя школа для мальчиков, а также 2 начальных школы для девочек (городская начальная школа и школа аль-Ороба) и 1 городская средняя школа для девочек.